# イサ・ヤマダエフ
イサ・ヤマダエフ（ロシア語: Иса Ямадаев, ラテン文字転写: Isa Yamadaev、1975年 - ）は、ロシア連邦チェチェン共和国の政治家、軍人、実業家。ロシア連邦軍第42親衛自動車化狙撃師団第291自動車化狙撃連隊ヴォストーク大隊第5中隊長、上級中尉。建設会社「ヤマド」社社長。
チェチェン最大の部族の1つであるベノイ部族に属し、グデルメス市を支配するヤマダエフ氏族出身。6人兄弟の五男。

## 経歴
第1次チェチェン戦争時、ヤマダエフ兄弟は、独立派を支持したが、後にイスラム原理主義者と対立し、第2次チェチェン戦争では、ロシア連邦に投降した。
2003年4月、戦死した兄ジャブライルへのロシア連邦英雄称号授与と関連して、母と共に国防相セルゲイ・イワノフと会見した。同年11月、ヴォストーク大隊が編成され、兄スリムが大隊長に任命された。イサは、2005年頃から同大隊の第5中隊長として勤務した。
2000年代、ヤマダエフ一族は、チェチェン復興のための建設ビジネスに従事した。特にイサは、建設会社「ヤマド」社の社長となり、「ヤマド・セメント」、「ヤマド・ストロイ・トランス」等の子会社を保有した。
2003年、統一ロシアチェチェン地域支部長政治会議議員。2005年11月、チェチェン共和国議会人民会議（下院）代議員に選出。
2008年頃からヤマダエフ氏族は、ラムザン・カディロフと対立し始めた。同年6月、チェチェン議会の一院制への改編に伴い、イサは議員職を失った。2008年8月、兄のスリムが大隊長を解任され、予備役に編入された後も、イサは、第5中隊長として勤務し続けた。
2008年9月24日、兄のルスランがモスクワで暗殺された時には、カディロフを非難した。
2009年3月28日、アラブ首長国連邦（UAE）のドバイにおいて、兄のスリムが暗殺された。イサは、兄の遺体を引き取ったが、後に兄が生存しており、UAEの特務機関により保護されていると表明した。

## パーソナル

### ヤマダエフ6兄弟
- 長男：ルスラン・ヤマダエフ - 下院議員、軍人。ロシア連邦英雄。2008年9月暗殺
- 次男：ジャブライル・ヤマダエフ - 軍人。ロシア連邦英雄。2003年3月戦死
- 三男：スリム・ヤマダエフ - 軍人。ロシア連邦英雄。2009年3月暗殺
- 四男：アスラン・ヤマダエフ
- 五男：イサ・ヤマダエフ - 政治家、実業家、軍人。
- 六男：バドルジ・ヤマダエフ